# Sonate pour piano et violon K. 304
Pour les articles homonymes, voir Sonate pour violon et piano.
Sonate palatine
La Sonate pour piano et violon no 21 en mi mineur K. 304/300c est une sonate pour piano et violon de Mozart, composée en 1778 durant son séjour à Paris. C'est à ce moment qu'eut lieu le décès de la mère du compositeur, Anna Maria. Les soucis de Mozart se reflètent dans cette sonate, la seule œuvre écrite dans la tonalité de mi mineur. On y retrouve l'influence du mouvement Sturm und Drang.
Le manuscrit est dans une collection privée aux États-Unis. La sonate associée à cinq autres sonates a été publiée en 1778 à Paris chez Sieber, avec le numéro d'opus 1. Ce recueil a été dédié à la princesse Marie Élisabeth, Électrice du Palatinat. C'est la raison pour laquelle les sonates qui composent l'opus 1 sont connues sous le nom de « Sonates palatines ».

## L'œuvre
L'œuvre comporte deux mouvements :
1. Allegro, en mi mineur, à , 209 mesures, 2 sections répétées 2 fois (mesures 1 à 84, mesures 85 à 192) - partition
2. Tempo di minuetto, en mi mineur ➜ en mi majeur (mesure 94) ➜ en mi mineur (mesure 128), à 
, 170 mesures - partition

- Durée d'exécution: environ 15 minutes.

Introduction de l'Allegro :
Introduction du Tempo di minuetto :